# Kekropia
Kekropia  este un oraș în Grecia în prefectura Aetolia-Acarnania.